# Марена дніпровська (монета)
«Маре́на дніпро́вська» — пам'ятна монета номіналом 2 гривні, випущена Національним банком України, присвячена прісноводній зграйній донній рибі родини коропових — марені дніпровській, зникаючому виду, ендеміку басейнів Дніпра і Південного Бугу, занесеній до Червоної книги України та Європейського червоного списку.
Монету введено в обіг 5 червня 2018 року. Вона належить до серії «Флора і фауна».

## Опис монети та характеристика
| Номінал грн. | Метал      | Маса, г | Діаметр, мм | Якість виготовлення       | Гурт     | Тираж, штук                                        |
| ------------ | ---------- | ------- | ----------- | ------------------------- | -------- | -------------------------------------------------- |
| 2            | нейзильбер | 12,8    | 31,0        | спеціальний анциркулейтед | рифлений | 40 000 (у тому числі 20 000 у сувенірній упаковці) |

### Аверс
На аверсі монети в обрамленні вінка, утвореного із зображень окремих видів флори і фауни, розміщено малий Державний Герб України та написи: «УКРАЇНА/2/ГРИВНІ/2018» та логотип Банкнотно-монетного двору Національного банку України.

### Реверс
На реверсі монети зображено марену дніпровську на тлі водоростей та гальки (кольорове зображення, використано тамподрук) та розміщено написи півколом: «МАРЕНА ДНІПРОВСЬКА» (угорі), «BARBUS BORYSTHENICUS» (унизу).

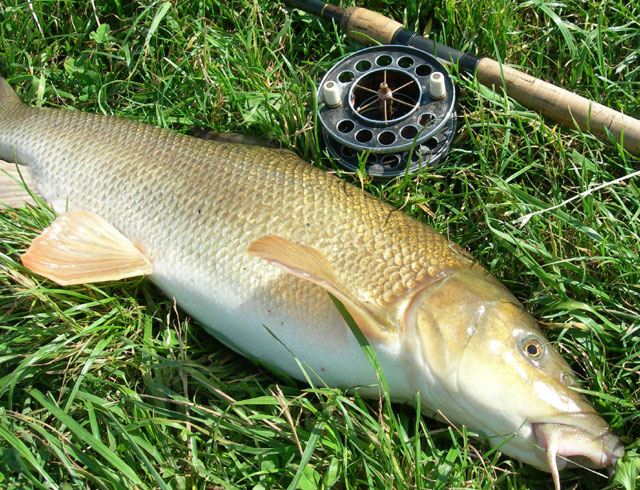
Марена дніпровська

20 000 монет із загального тиражу було випущено у буклетах
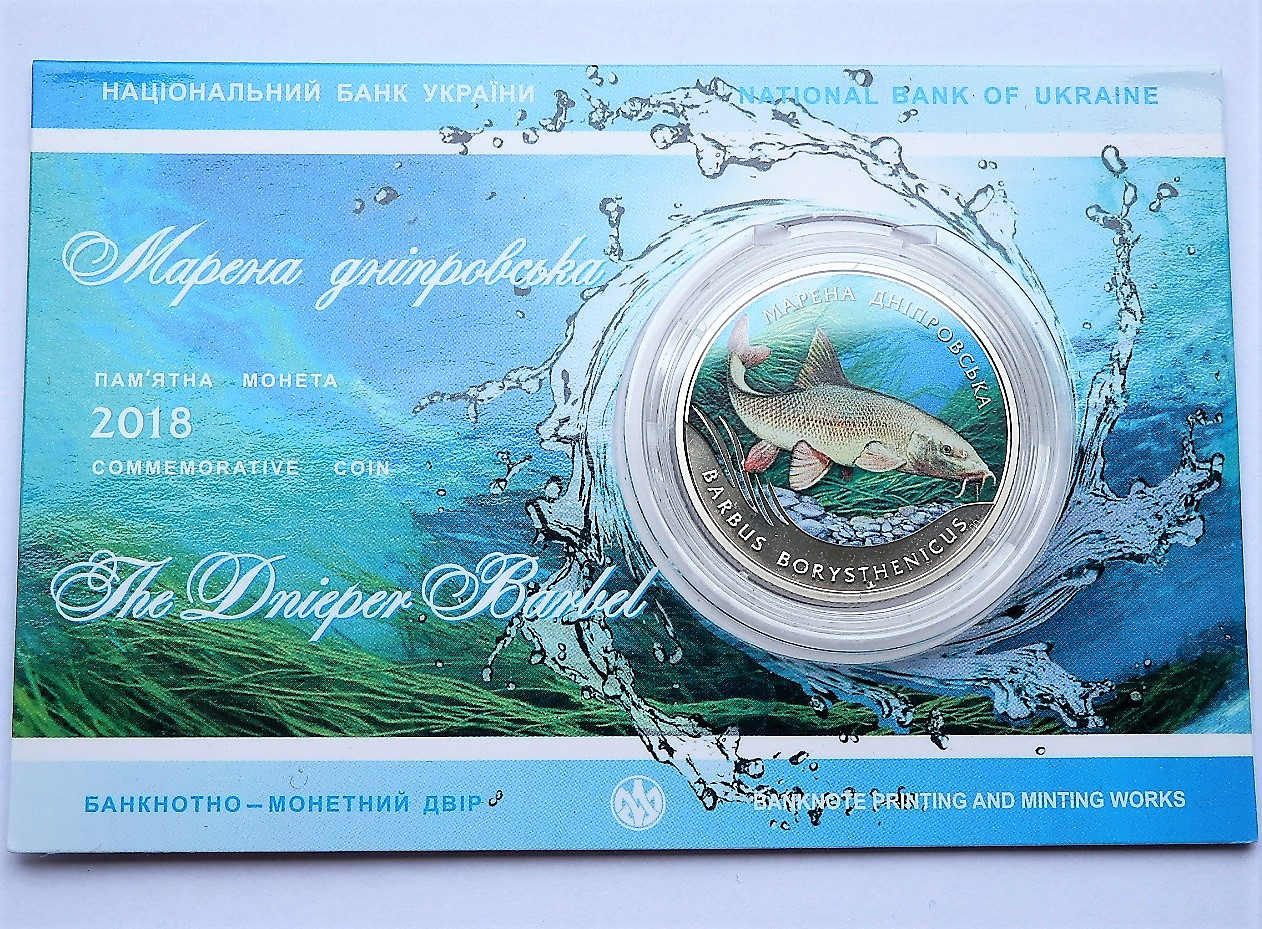
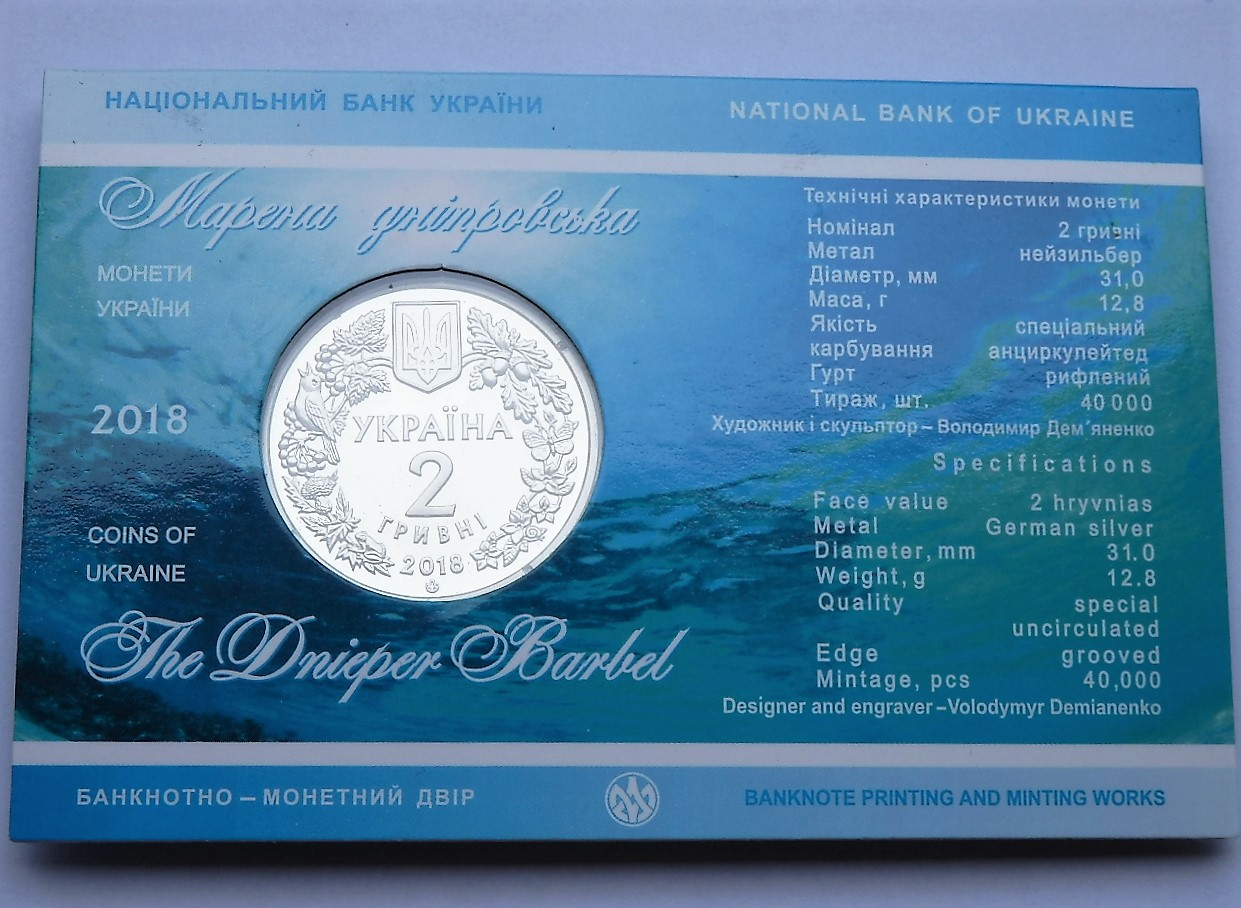

## Автори

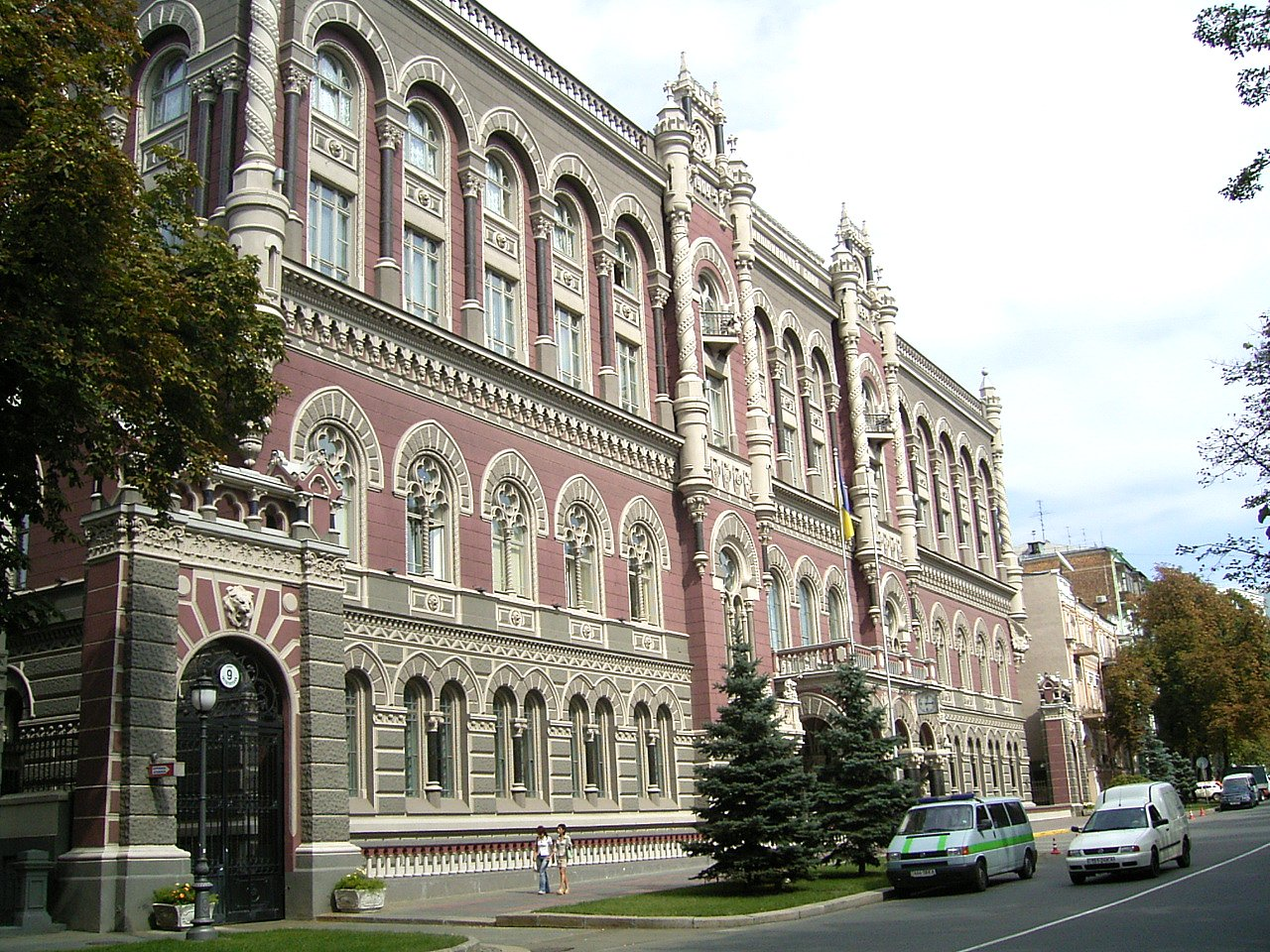
Будівля Національного банку України

- Художник — Дем'яненко Володимир.
- Скульптор — Дем'яненко Володимир.

## Вартість монети
Під час введення монети в обіг 2018 року, Національний банк України реалізовував монету через свої філії за ціною 49 гривень.
Фактична приблизна вартість монети з роками змінювалася так:
| Рік        | 2019 | 2020 | 2021 | 2022 | 2023 | 2024 | 2025 |
| ---------- | ---- | ---- | ---- | ---- | ---- | ---- | ---- |
| Ціна, грн. | 95   | 100  | 250  | 320  | 470  | 670  | 720  |